# Neostroblia ruficollis
Neostroblia ruficollis är en stekelart som först beskrevs av Holmgren 1857.  I den svenska databasen Dyntaxa används istället namnet Mesoleius ruficollis. Enligt Catalogue of Life ingår Neostroblia ruficollis i släktet Neostroblia och familjen brokparasitsteklar, men enligt Dyntaxa är tillhörigheten istället släktet Mesoleius och familjen brokparasitsteklar. Arten är reproducerande i Sverige. Inga underarter finns listade i Catalogue of Life.